# 365 (canción)
«365» es una canción del disc-jockey ruso-alemán Zedd y la cantante estadounidense Katy Perry. Fue lanzada el 14 de febrero de 2019 por Interscope Records junto a un video musical dirigido por Warren Fu. La canción está escrita por Perry, Daniel Davidsen, Cory Sanders, Peter Wallevik, Caroline Ailin, Mich Hansen y Zedd, estos dos últimos se encargaron de la producción junto a PhD.

## Antecedentes
La colaboración había sido rumoreada en enero de 2019, antes de ser filtrada por Internet con miles de descargas ilegales. Luego fue registrada por Universal Music Publishing Group en febrero, y después apareció registrada en Shazam. El 13 de febrero, Zedd y Perry comenzaron a enviarse emojis entre sí en Twitter, después Zedd compartió el tráiler del video musical.
Para contribuir a la promoción del sencillo, antes de que saliera el sencillo, fanes cantaban la canción delante de Katy, y Katy reaccionaba como un humanoide haciendo referencia al propio videoclip.

## Lista de canciones
- Descarga digital — Streaming[6]

| N.º | Título | Duración |  |
| 1.  | «365»  | 3:01     |  |

## Video musical
Un video musical de la canción, dirigido por Warren Fu, fue publicado en el canal de YouTube de Perry, el mismo día de estreno de la canción, 14 de febrero de 2019. El video cuenta con más de 141 millones de visitas en la plataforma de Youtube.

### Sinopsis
El video comienza cuando Zedd está siendo entrevistado por una extraña mujer de vestimenta futurista para participar en un estudio en el que probaran el amor de un robot que tiene una duración de 365 días. 
Primero la mujer pide que defina obsesión, a lo que Zedd responde bien; luego le pregunta que si después del estudio estará completamente normal (refiriéndose a la parte psicológica) a lo que el responde «Absolutamente»; después de responder la máquina a la que Zedd está conectado emite un sonido indicando que esta mintiendo; la mujer se da cuenta y le pide que defina «Amor». La pregunta queda al aire.
En eso se ve a una robot (interpretada por Perry) siendo probada y armada por unos científicos mientras esta canta. Durante le canción estos le muestran a la robot como debe comportarse para parecer un humano. Finalizado el entrenamiento, la robot tiene una cita con Zedd la cual sale de maravilla hasta que mientras ve una película romántica él se duerme mientras una entristecida robot mira (en la película) a una mujer llorando; seguidamente esta se toca el rosto y se da cuenta de que no puede llorar.
Con el paso del video se puede notar que lo que la robot siente por Zedd no es amor, sino una insana obsesión, hasta el punto en que ella lo seguía por toda la casa y lo observaba mientras dormía; disgustado por esto Zedd sale de la habitación para dormir en la sala, seguidamente se ve que  la robot lo sigue y que lo observa dándose cuenta de que el no la ama. 
Luego  de esto se ve como la robot lo tiene entre sus brazos (aún dormido) y cuando el despierta esta se rehúsa a soltarlo cerrando la casa con seguro e incendiando la misma dejando en claro su absoluta locura. Para su sorpresa los científicos que los observaban activan la alarma y un grupo de rescate entra a la casa y sacan a Zedd y a una robot sonriente.
Al finalizar se ve como los científicos tratan de reparar a la robot la cual ve a través de un cristal como la mujer del principio le pregunta a Zedd si sienta amor, lo que este contesta con un «No...»; dicho esto la robot se entristece y se deja morir, no sin antes voltear hacia un lado del quirófano y ver a unos clones robóticos exactos de ella misma que la miran. Dejando ver como sus pupilas toman forma de corazón y de su ojo sale una lágrima dando a entender que después de todo si podía sentir amor.

## Posicionamiento en listas
| Lista (2019)                                       | Mejor posición |
| -------------------------------------------------- | -------------- |
| Alemania (Media Control AG)                        | 72             |
| Australia (ARIA)                                   | 38             |
| Austria (Ö3 Austria Top 40)                        | 70             |
| Bélgica (Flandes) (Ultratip Bubbling Under)        | 1              |
| Bélgica (Valonia) (Ultratip Bubbling Under)        | 10             |
| Bulgaria (PROPHON)                                 | 1              |
| Canadá (Canadian Hot 100)                          | 52             |
| Colombia (National-Report)                         | 62             |
| Escocia (Scottish Singles Sales Chart)             | 40             |
| Eslovaquia (Singles Digitál Top 100)               | 28             |
| España (PROMUSICAE)                                | 85             |
| Estados Unidos (Billboard Hot 100)                 | 86             |
| Estados Unidos (Adult Top 40)                      | 29             |
| Estonia (IFPI)                                     | 1              |
| Francia (SNEP)                                     | 129            |
| Grecia International Digital Singles (IFPI Grecia) | 30             |
| Irlanda (IRMA)                                     | 68             |
| Italia (FIMI)                                      | 68             |
| Letonia (LAIPA)                                    | 13             |
| Japón (Japan Hot 100)                              | 52             |
| México Airplay (Billboard)                         | 6              |
| Nueva Zelanda Hot Singles (RMNZ)                   | 3              |
| Países Bajos (Dutch Top 40)                        | 28             |
| Países Bajos (Mega Single Top 100)                 | 85             |
| Polonia (Polish Airplay Top 100)                   | 38             |
| Reino Unido (UK Singles Chart)                     | 37             |
| República Checa (Rádio Top 100)                    | 26             |
| Rumania (Airplay 100)                              | 99             |
| Suecia (Sverigetopplistan)                         | 60             |
| Suiza (Schweizer Hitparade)                        | 59             |

## Historial de lanzamiento
| Región | Fecha                 | Formato                     | Discográfica       | Ref. |
| ------ | --------------------- | --------------------------- | ------------------ | ---- |
| Varios | 14 de febrero de 2019 | Descarga digital, Streaming | Interscope Records |      |